# Billy More
Massimo Brancaccio (Milão, 3 de fevereiro de 1965 – Milão, 14 de agosto de 2005), também conhecido pelos seus nomes artísticos de Billy More, Massimo Maglione e Max Coveri, foi um artista musical e drag queen italiano. A persona Billy More surgiu em maio de 2000, quando Brancaccio conheceu o produtor Roby Santini em um famoso bar gay em Milão, o ZIP. Formou-se um time composto por este, Brancaccio e outros compositores e produtores, como Alessandro Viale e Roberto Gallo Salsotto. A voz por trás das canções, no entanto, pertencia a John Biancale (cantor e compositor canadense).

## Biografia

### Carreira
Brancaccio iniciou sua carreira como cantor de Italo disco nos anos 80, conhecido pelo artístico Max Coveri. Algumas das músicas lançadas nessa época foram "One More Time", "Run to the Sun" e "Bye Bye Baby".
O projeto Billy More começou quando Brancaccio conheceu Roby Santini, um DJ do Zip Club, bar gay famoso em Milão. A voz por detrás das músicas de Billy More viria a ser o cantor e compositor canadense John Biancale.
Seu primeiro single, "Up & Down (Do not Fall in Love with Me)", lançado em 2000, alcançou a posição número #5 no chart musical italiano, #14 no chart musical austríaco e #21 no chart musical alemão. More lançou outro single, "Come On and Do It (Saturdaynightlife)" em 2001.
O cantor lançou os singles "I Keep On Burning", "Weekend", e "Dance" em 2002 e 2003. Ele também colaborou com o DJ Speciale na produção de outro single, chamado de "Try Me". Seu último single foi chamado de "Gimme Love" e lançado em 2005.

### Morte
Billy More faleceu de leucemia no dia 14 de agosto de 2005. Seu corpo foi sepultado em um cemitério em Castelletto sopra Ticino, Piemonte.

## Discografia

### Singles
| Single                                      | Ano  | Posição nos charts musicais | Posição nos charts musicais | Posição nos charts musicais | Posição nos charts musicais | Posição nos charts musicais | Posição nos charts musicais |
| Single                                      | Ano  | ITA                         | AUT                         | FRA                         | GER                         | SPA                         | SWI                         |
| ------------------------------------------- | ---- | --------------------------- | --------------------------- | --------------------------- | --------------------------- | --------------------------- | --------------------------- |
| Up & Down (Don't Fall in Love with Me)      | 2000 | 5                           | 14                          | 89                          | 21                          | 8                           | 84                          |
| The New Millennium Girl                     | 2000 | 36                          | -                           | -                           | -                           | -                           | -                           |
| Come On And Do It (Saturday Night Life)     | 2001 | 41                          | 66                          | -                           | 82                          | -                           | -                           |
| Loneliness                                  | 2001 | -                           | -                           | -                           | -                           | -                           | -                           |
| I Keep On Burning                           | 2002 | 32                          | -                           | -                           | -                           | -                           | -                           |
| Try Me (With DJ Speciale)                   | 2003 | -                           | -                           | -                           | -                           | -                           | -                           |
| Weekend                                     | 2003 | -                           | -                           | -                           | -                           | -                           | -                           |
| Boom Boom! (Let's Go Back To My Room)       | 2004 | -                           | -                           | -                           | -                           | -                           | -                           |
| My Rhythm Of The Night (With DJ Roby Pinna) | 2004 | -                           | -                           | -                           | -                           | -                           | -                           |
| Gimme Love                                  | 2005 | -                           | -                           | -                           | -                           | -                           | -                           |